# XZ Волка
XZ Волка (лат. XZ Lupi) — одиночная переменная звезда в созвездии Волка на расстоянии (вычисленном из значения параллакса) приблизительно 26495 световых лет (около 8123 парсека) от Солнца. Видимая звёздная величина звезды — от +13,5m до +11,6m.

## Характеристики
XZ Волка — оранжевая пульсирующая полуправильная переменная звезда (SR:) спектрального класса K. Эффективная температура — около 4835 K.